# Юретич, Бернардица
Бернардица Юретич (хорв. Bernardica Juretić; 18 августа 1963, Срияне, Омиш, Хорватия) — хорватский психолог, гуманитарный деятель, министр социальной политики и молодежи в правоцентристском правительстве Тихомира Орешковича.

## Образование
Родилась 18 августа 1963 года в небольшом далмацком селе Срияне близ Омиша. В своем родном городе в 1978 году окончила начальную школу им. 23 мая, после чего поступила в медицинское училище в Дубровнике, с которого выпустилась в 1982 году. В 1984 году, в 21-летнем возрасте, стала монахиней итальянского ордена «Служанки благотворительности» (итал. Ancelle Della CaritàAncelle Della Carità). В 1990 году, в возрасте 27 лет, окончательно вышла из ордена из-за других обязательств, которые она имела относительно заботы о наркозависимых. Свое образование продолжила в Папском Салезианском университете в Риме, который окончила в 1988 году; дипломную работу защитила по психологии на тему: «Цель человеческого страдания в свете логотерапии Франкля». В 1990 году в том же университете получила степень магистра, защитив научную работу по теме: «Больные СПИДОМ с психологической точки зрения». В 1995 году поступила в докторантуру.

## Деятельность
В 1984—1986 годах работала медсестрой в «Доме престарелых» в баварском городе Фрайунг (Германия). В 1990 году основала первую в бывшей СФРЮ неправительственную гуманитарную организацию для профилактики наркомании и лечения наркозависимых — Zajednica susret.
С 1992 до 1996 года открыла три психотерапевтические клиники в Пауче, Иноваце и Чиово, а также три консультативные центры. В 1991 году назначается членом Национального комитета борьбы с наркоманией правительства Хорватии. В 1994 году стала национальным координатором неправительственных организаций в области профилактики и лечения наркомании. В 2000 году открыла психотерапевтическую клинику для лечения наркоманов в Бане-Луке, что в Боснии и Герцеговине. С 2001 по 2003 год была начальницей терапевтического центра Чиово, который она основала. В 2002 году стала председателем экспертного совета хорватского правительственного Управления по борьбе против наркомании, а в 2003 году возглавила Управление по борьбе с наркоманией. Эту должность занимала до 2008 года. С 2004 года стала преподавателем кафедры лечения профзаболеваний факультета социальной медицины. С 2008 до 2011 года работала помощником директора и начальником отдела кадровой политики АО «Institut IGH d.d.». В 2012 году назначена внешним членом Совета по здравоохранению и социальным вопросам парламента Хорватии и директором основанной неправительственнойгуманитарной организации «Zajednica susret». 22 января 2016 года стала министром социальной политики и молодежи.

## Личная жизнь
Юретич вышла замуж за хорватского предпринимателя Владо Рожмана в апреле 2016 года. Бернардица Юретич заявляла, что когда-то думала усыновить ребенка, но, в конце концов, передумала, потому что считает, что «каждый ребенок нуждается в матери и отце, даже если они окончательно расстались».
Убежденная римо-католичка. За день перед тем, как стала министром, написала пос в Facebook, в котором поблагодарила своих друзей за их поздравления и призвала тех своих друзей, которые веруют, молиться за нее и все правительство с тем, чтобы Дух Святой просветил их так, чтобы они смогли работать только ради славы Божьей.
5 февраля 2016 дала интервью загребскому коммерческому телеканалу RTL Televizija, в котором, среди прочего, заявила, что «только сила Божия и Его помощь может вытащить нас из этих проблем. Конечно, с нашими усилиями, но, конечно, мы не сможем сделать это в одиночку».
Бернардица отказывается говорить об абортах, искусственном оплодотворении и законодательном признании однополых браков в Хорватии, потому что считает эти вопросы идеологическими.